# Karl Schaumlöffel
Karl Gottlieb Wilhelm Ernst Schaumlöffel (* 6. Juli 1891 in Merxhausen (Landkreis Kassel); † 13. Dezember 1933 in Kassel) war ein deutscher Mühlenbesitzer und Abgeordneter des Provinziallandtages der preußischen Provinz Hessen-Nassau.

## Leben
Karl Schaumlöffel war der Sohn des Mühlenbesitzers Hans Schaumlöffel und dessen Ehefrau Minna Schedtler. Nach seiner Schulausbildung erlernte er den Beruf des Müllers, übernahm später in seinem Heimatort den elterlichen Mühlenbetrieb und betätigte sich politisch. Am 1. Juni 1930 trat er in die NSDAP ein und erhielt 1933 als deren Vertreter einen Sitz im Kurhessischen Kommunallandtag des Regierungsbezirks Kassel, aus dessen Mitte er zum Abgeordneten des Provinziallandtages der Provinz Hessen-Nassau bestimmt wurde.  